# Classis Pannonica

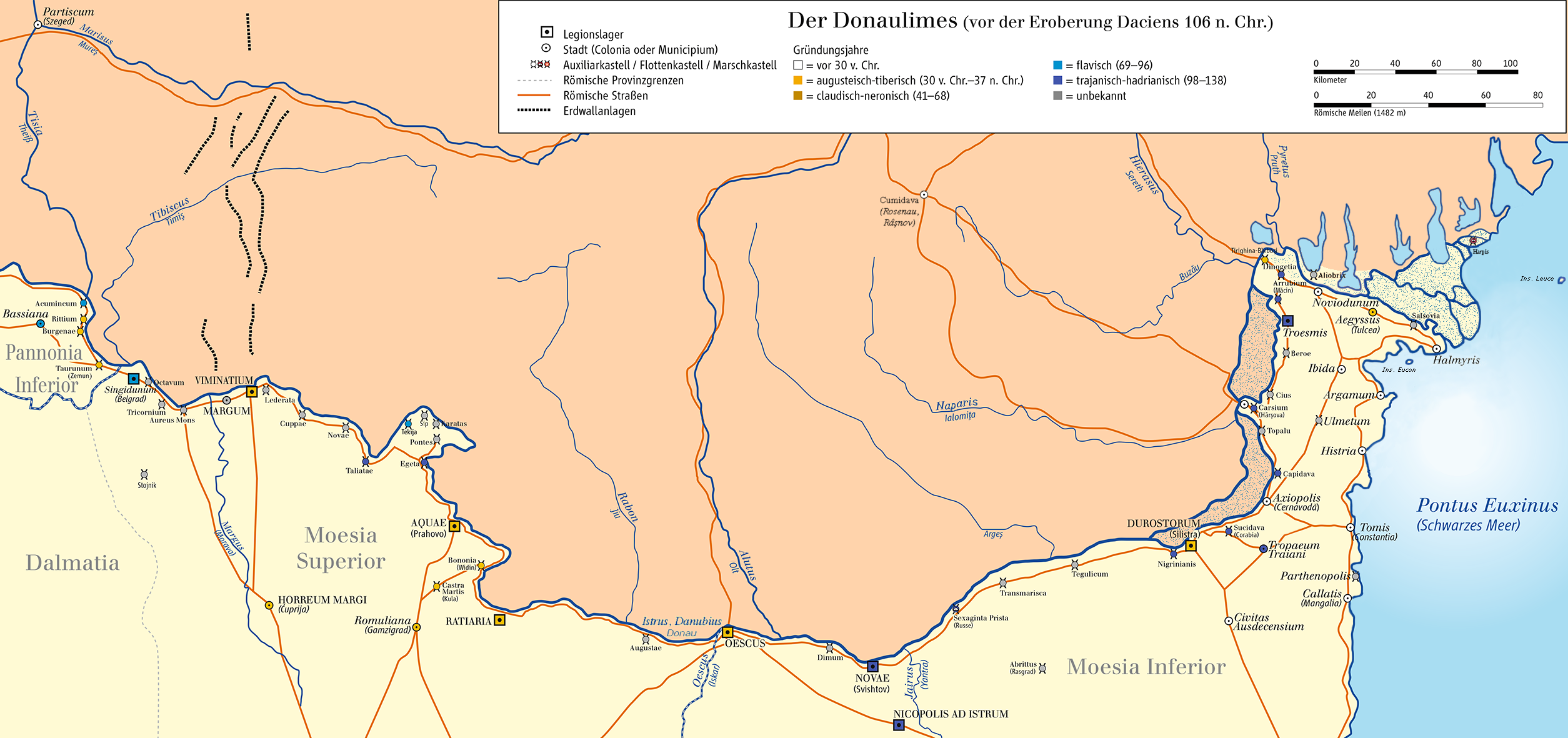
Karte des unteren Donaulimes

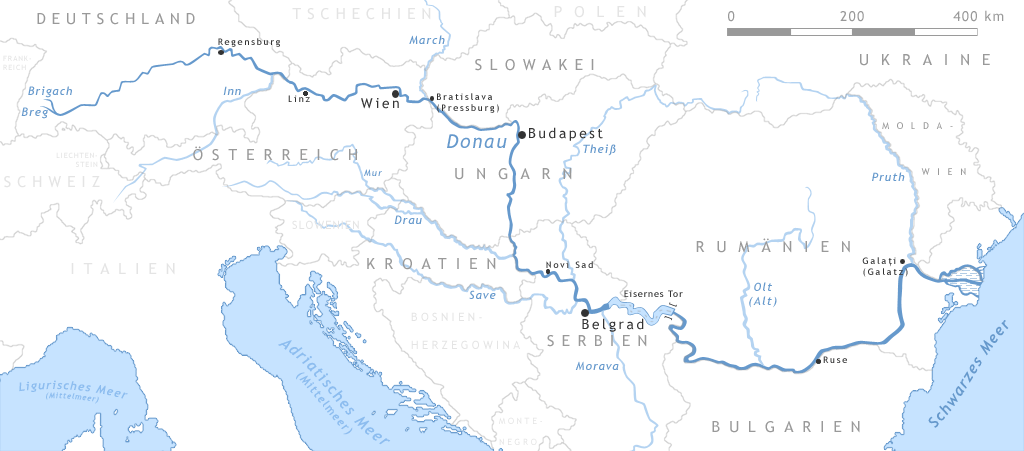
Verlauf der Flüsse Donau, Drau und Save

Mark-Aurel-Säule: Römische Transportschiffe überqueren die Donau, Szene aus den Markomannenkriegen von 171 n. Chr.

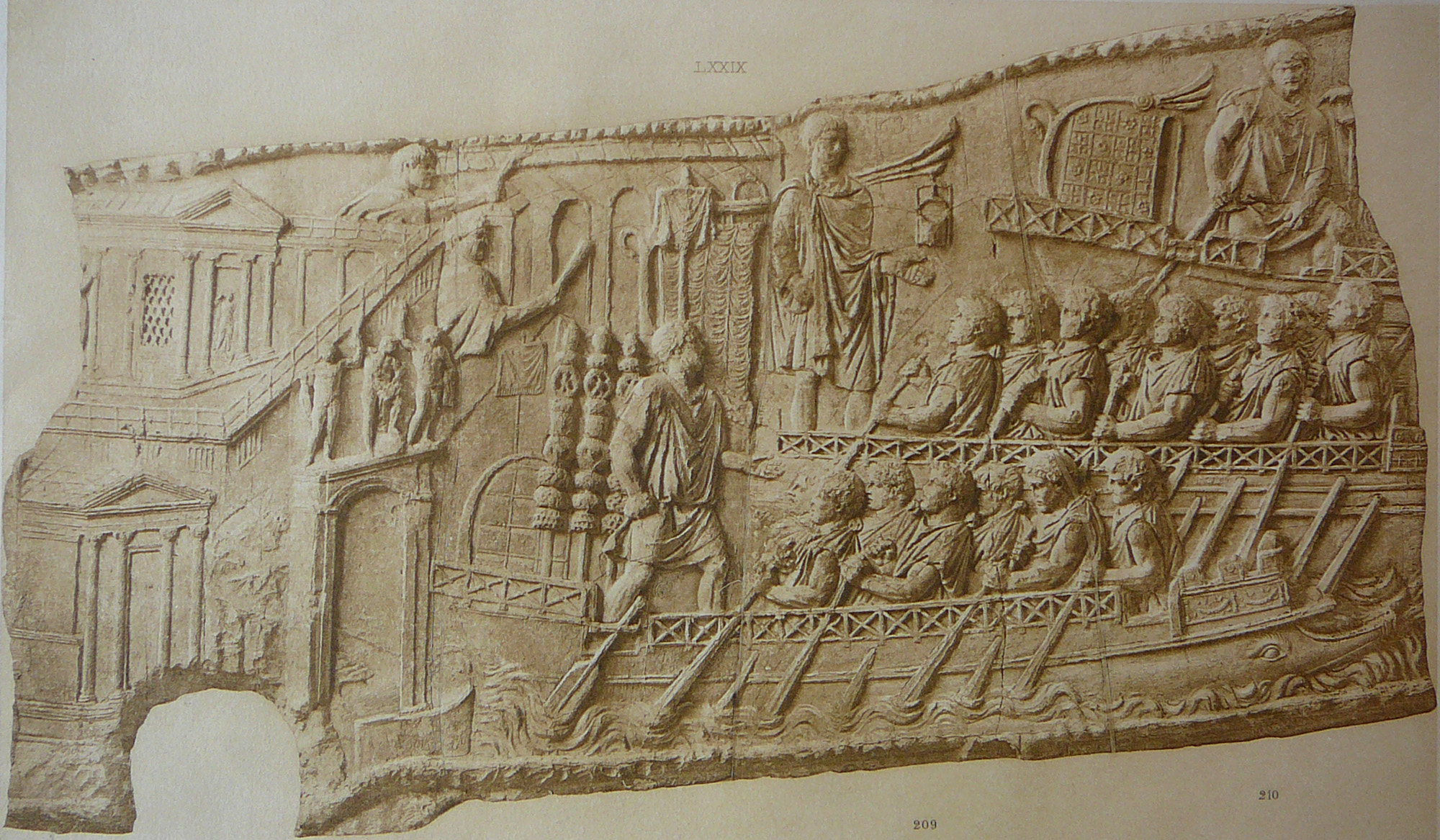
Trajansäule: römische Kriegsschiffe an der unteren Donau, wahrscheinlich Liburnen

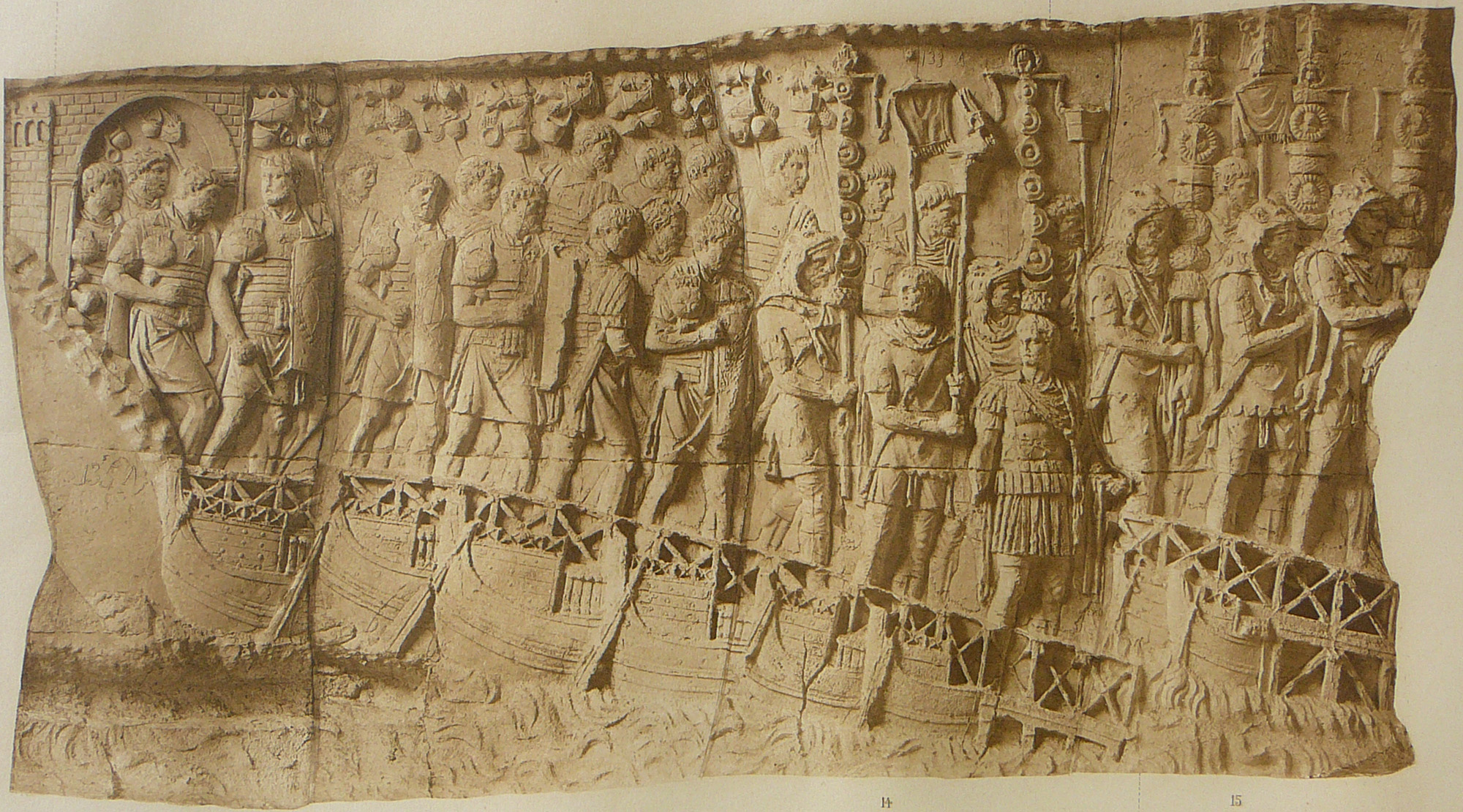
Römische Truppen überqueren auf einer Schiffsbrücke die Donau, Relief auf der Trajansäule

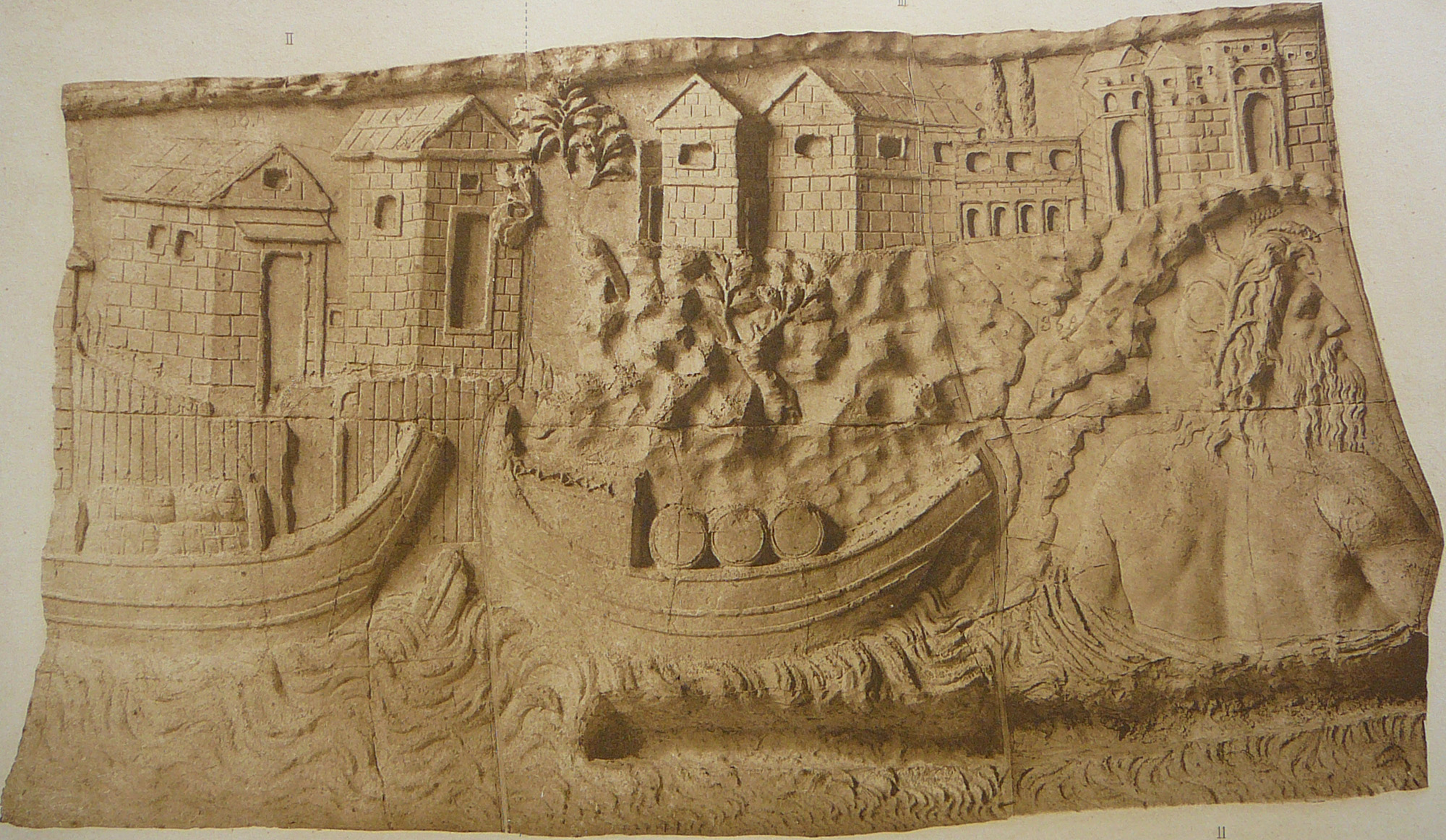
Transportschiffe auf der Donau, Relief auf der Trajansäule

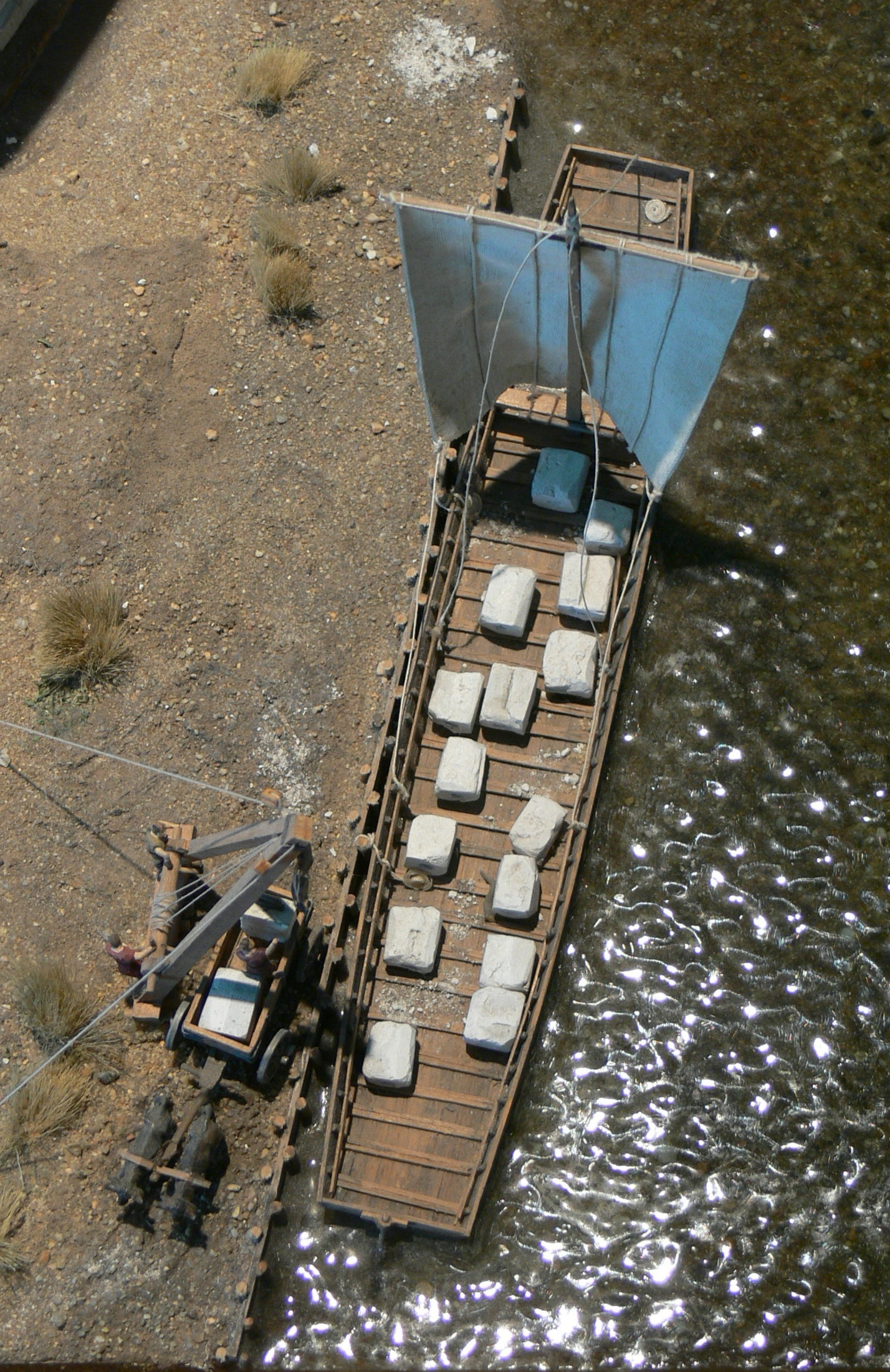
Modell eines römischen Transportschiffes (Typ Zwammerdam 6)

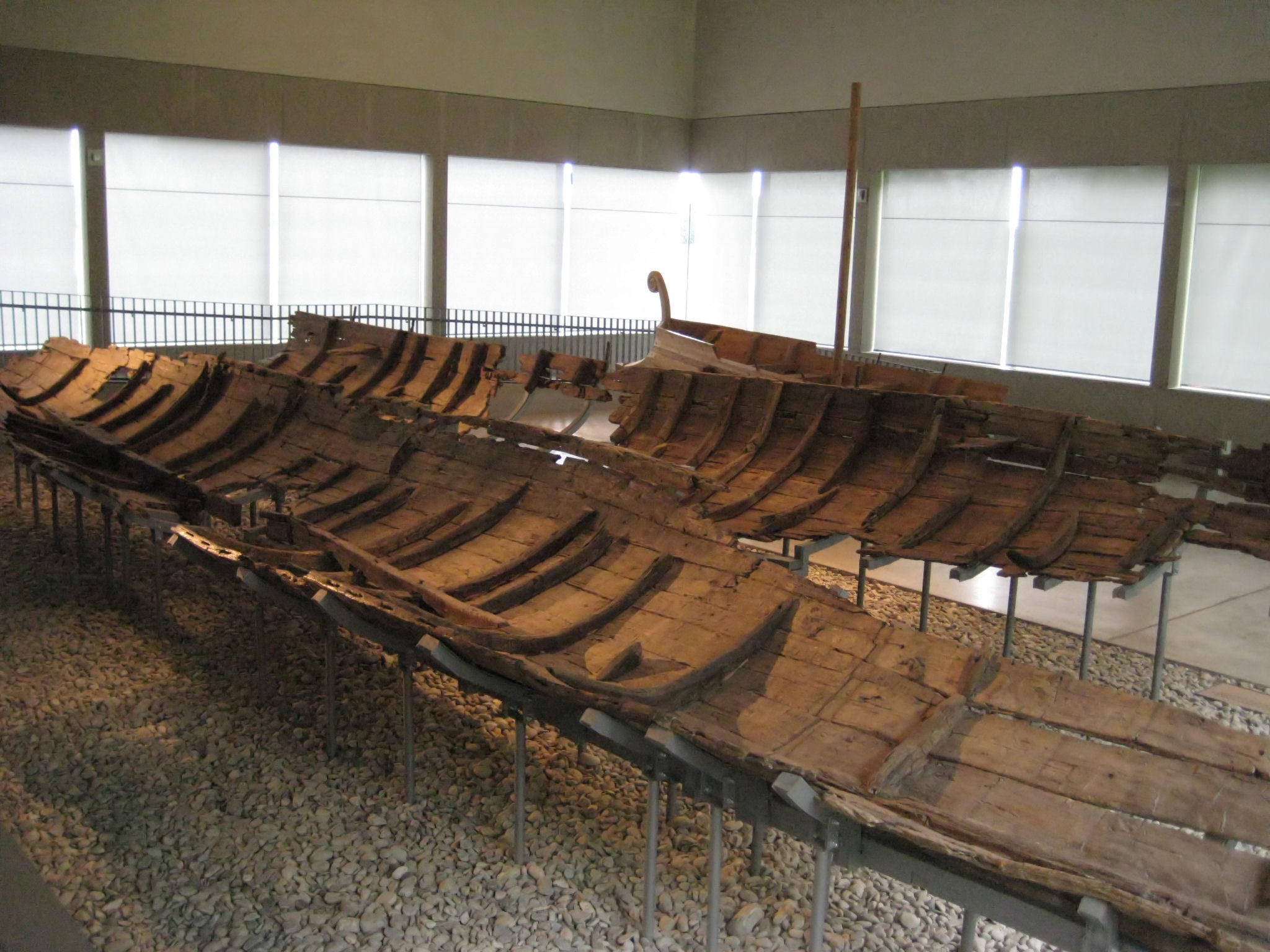
Zwei römische Schiffswracks (Oberstimm 1 und 2)

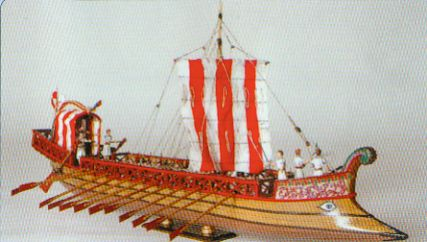
Römische Flussliburne

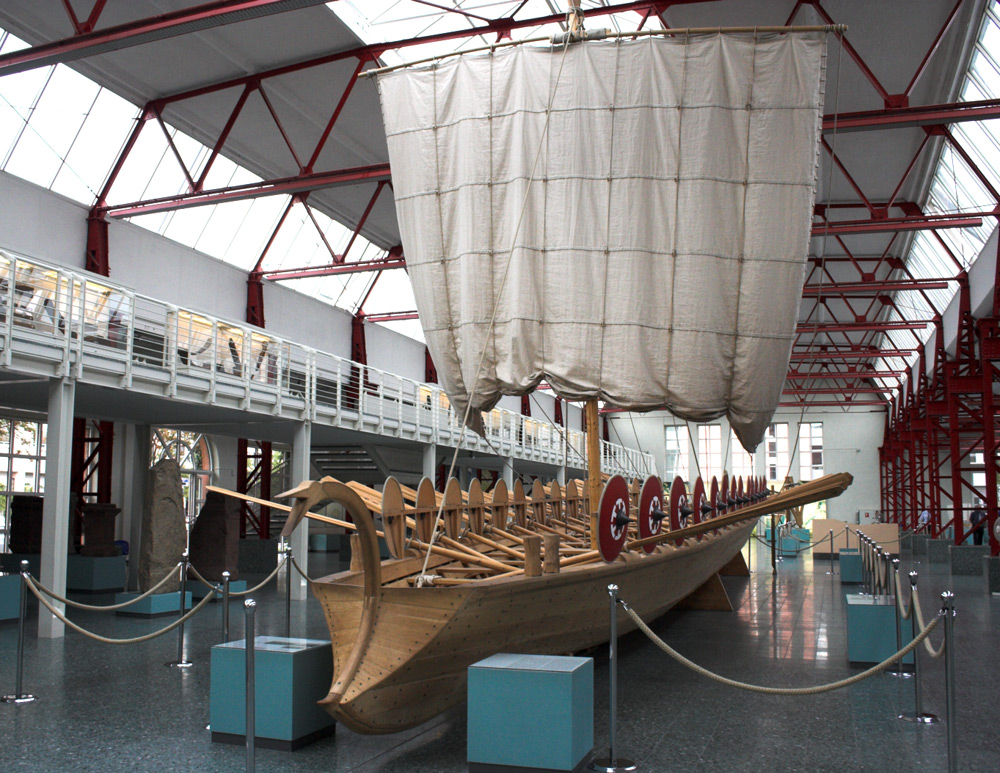
Rekonstruktion einer Navis lusoria im Museum für Antike Schifffahrt, Mainz

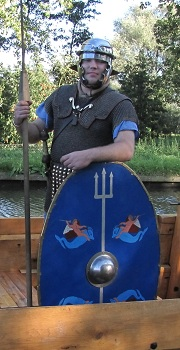
Römischer Marinesoldat (2. Jahrhundert n. Chr.)

Die Classis Pannonica (CP), später Classis Histricae, war ein Teil der römischen Grenztruppen im Norden und Osten und operierte vom 1. bis zum 5. Jahrhundert auf den Flüssen Danuvius (Donau), Dravus (Drau) und Savus (Save), ihr Überwachungsgebiet erstreckte sich von Castra Regina (Regensburg) bis Singidunum (Belgrad).
Für die Donau sind zwei große Flottenverbände bekannt: die Classis Pannonica und die Classis Moesica. Obwohl man aufgrund ihrer Bezeichnung annehmen könnte, dass sich ihr Operationsgebiet nur auf diese beiden Provinzen erstreckte, war dies nicht immer der Fall. Durch Militärdiplome (für Angehörige beider Flotten) ist ihre Zugehörigkeit zum Heer der römischen Provinzen Pannonia inferior bzw. Moesia inferior (Niedermösien) belegt. Die Donauflotte bestand (in veränderter Organisationsform) bis in die Spätantike.

## Flottenoperationen

### 1. bis 2. Jahrhundert
Vorläufer der Donauflotte war eine um 35 v. Chr. auf der Save eingesetzte Flottenabteilung. Aus dem späten 1. Jahrhundert besitzen wir keine Nachrichten über die römische Marineaktivitäten auf der Donau. Die Flotte wurde aber wahrscheinlich in den Jahren um 6–10 n. Chr. unter Kaiser Augustus aufgestellt.
6 n. Chr. überquerte Tiberius’ Armee bei Carnuntum die Donau, um die Markomannen anzugreifen. Die Donauflotte sicherte dabei das Übersetzen und den Nachschub der Interventionstruppen. Während der Kämpfe im Pannonischen Aufstand erhielt sie den Ehrennamen Classis Flavia Pannonica. Tacitus berichtet für das Jahr 50 n. Chr. ebenfalls von einer Donauflottille.
Nach dem gescheiterten Versuch der Römer, auch die Germania magna in den Reichsverband einzugliedern und die nördliche Reichsgrenze bis an die Elbe vorzuschieben, hatte die Flotte nun – neben den o. a. Aufgaben – vor allem das Einsickern von Plünderern und landsuchenden Stämmen zu unterbinden. Die Schwierigkeiten der Fahrt flussaufwärts zwangen die Römer überdies dazu, die einzelnen Flottillen in den ihnen zufallenden Überwachungsräumen auf Dauer zu stationieren.
Die Szenen auf der Trajanssäule zeigen, dass an den Dakerkriegen auch Flottenverbände beteiligt waren. In einer Inschrift wird ein gewisser Manlius Felix als Praefectus classium Pannonicae et Germanicae (Admiral der pannonischen und germanischen Flotte) genannt. Es dürfte also beide Flotten in Personalunion kommandiert haben. Das Zusammenziehen weit voneinander entfernt stationierter Flotteneinheiten für Feldzüge war auch in späterer Zeit noch üblich.
Die Grabinschrift des Marcus Valerius Maximianus verrät uns seine Funktion während der Markomannenkriege des Marc Aurel. Er war unter anderem für den Lebensmittelnachschub der beiden pannonischen Heersäulen verantwortlich. Für diese Aufgabe unterstanden ihm bemerkenswerterweise aber Abteilungen der misenischen, ravennatischen Flotte und Einheiten der Classis Britannica. Es fällt in diesem Zusammenhang des Weiteren auf, dass die CP, die eigentlich zuständige Provinzflotte für das Operationsgebiet, an diesen Aktivitäten nicht beteiligt wurde. Sie scheint für andere Einsätze vorgesehen gewesen sein. Dies könnte – neben eventuellen Mannschafts- und Ausrüstungstransport – die weitere lückenlose Überwachung des nordöstlichen Donauufers gewesen sein, da das pannonische Heer ja andernorts gebunden war. Die Donaugrenze wäre ohne Absicherung durch die Flotte gegen feindliche Übergriffe ansonsten völlig ungeschützt gewesen.
Georg Alexander Rost hält es auch für möglich, dass die Flotte entweder teilweise vernichtet oder von den Angreifern gekapert wurde. Kaiser Mark Aurel konnte in harten Kämpfen von 165 bis 175 die Angreifer wieder abwehren. Im zweiten Markomannenkrieg (178–180) stießen die Römer dann auch bis in das Siedlungsgebiet der Markomannen vor. Hierzu bedurfte es wiederum einer leistungsstarken Flotte. Die Donauflotte wurde reorganisiert, durch Neubauten verstärkt und spielte in den Kämpfen eine wichtige Rolle.

### 3. bis 5. Jahrhundert
Ab 374 drangen Jazygen und Quaden in Pannonien ein. Die Donauflotte war bei ihrer Bekämpfung jedoch nicht sonderlich erfolgreich. Ende des 4. Jahrhunderts wurde – laut der Notitia Dignitatum (ND) – der Stützpunkt der Classis Histricae in Carnuntum aufgelassen und deren dort stationierte Liburnarii nach Vindobona verlegt.
Die Donauflottillen dürften auch in der Spätantike, auf Grund der Angaben der ND trotzdem noch eine wichtige Rolle für den Grenzschutz am Limes gespielt haben. Auch die Vita Sancti Severini liefert über den im 5. Jahrhundert herrschenden Schiffsverkehr auf der Donau einige Hinweise. Dem von einer Hungersnot bedrohten Favianae (Mautern) z. B. brachten Schiffe, die zuvor auf dem Inn im Eis eingeschlossen waren, Lebensmittel aus Rätien. Nachdem Severin der Bevölkerung von Castra Batava (Passau) den bevorstehenden Untergang der Stadt vorhersagt und sie nachdrücklich zum Abzug nach Lauriacum aufgefordert hatte, kehrte er auf einem Schiff nach Favianae zurück. Im Laufe des 5. Jahrhunderts verschwindet die Donauflotte aber endgültig aus den literarischen Quellen.

## Funktion
Die Flotten im Mittelmeer wurde überwiegend für die Piratenbekämpfung und wasserpolizeiliche Maßnahmen eingesetzt, die Flotten im Norden hatten vor allem militärische bzw. logistische Aufgaben und kooperierten dabei meist eng mit den Landstreitkräften. Aufgabe der CP war neben dem Schutz der Flussgrenze der Provinzen Raetia, Noricum und Pannonia die Offenhaltung der wichtigen Verkehrswege Donau, Drau und Save sowie Transport- und Logistikaufgaben für die Einheiten des Landheeres. Zusammen mit den Kastellen und den Einheiten der Classis Moesica (an der unteren Donau und Schwarzmeerküste) bildete die CP auch einen wichtigen Teil des Handelsschutzes an der Donau, da einer der meistfrequentierten Haupthandelswege in den Norden, die Bernsteinstraße, bei Carnuntum (Bad Deutsch Altenburg) den Strom querte. Bevor der Donaudurchbruch am Eisernen Tor durch einen Kraftwerksbau im 20. Jahrhundert gestaut wurde, war die Schlucht mit Stromschnellen viel tiefer und wegen gefährlichen Strudeln nicht befahrbar. Man nimmt an,  dass sie die Trennungsstelle zwischen dem Aufgabenbereich der Classis Pannonica (stromaufwärts) und der Classis Moesica (stromabwärts bis zum Schwarzen Meer) markierte.
Das nördliche Ufer war auf weiten Strecken nicht befriedet und die Handelsaktivitäten in den Städten und Kastellen am Donaustrom sehr umfangreich. Größere Gefechte auf dem Wasser kamen aber mangels eines gleichartig ausgerüsteten Gegners vermutlich gar nicht oder nur sehr selten vor. Auch in Friedenszeiten stellte sie einen wichtigen Aspekt für die Provinzialen dar, da ein Großteil der öffentlichen Transporte – vor allem die Versorgung mit Getreide – über sie abgewickelt wurde.
Große Bedeutung hatte die Donauflotte anlässlich großangelegter Flussüberquerungen der Armee. Meist wurde hierfür eine Schiffsbrücke angelegt. Hierzu wurden die Schiffskette zuerst mit dem Bug gegen die Stromrichtung mit Steinen gefüllten Weidekörben am Grund vertäut. Danach legte man Balken und Bohlen über die Rümpfe um diese miteinander zu verbinden. Als zusätzliche Verstärkung wurde an beiden Seiten auch ein stabiles Geländer angebracht, um die Überquerung für Fuhrwerke sicherer zu gestalten. Zum Schluss wurde an beiden Brückenköpfen noch ein Graben ausgehoben, ein Erdwall aufgeschüttet und mit einer Wachmannschaft versehen.

## Grenzsicherung
Die Donau bot in der Antike ein gänzlich anderes Erscheinungsbild: Ihr Wasser floss langsamer, die Sedimente wurden nicht weggeschwemmt, weshalb das weitverzweigte Flussbett nicht so tief war wie heutzutage, obwohl es im Vergleich zu den Flüssen in Italien breiter und tiefer erschien. Im Frühjahr fanden regelmäßig Überschwemmungen statt die die umliegende Landschaft in einen schwer zugänglichen Sumpf verwandelten. Ufer und Flussinseln waren mit dichter Vegetation überwuchert, da sie auf weiten Strecken nicht vom Menschen genutzt wurden. An Inseln floss das Wasser auch schneller vorbei, da das Flussbett dort enger war. Im Zuge dessen wurden solche Inseln von Invasoren und Plünderern (latrones) oft als Verstecke und Rückzugsort benutzt. Kaiser Marcus Aurelius verbot daher den Jazygen diese zu betreten und eigene Schiffe zu benutzen. Zur Fortbewegung auf dem Strom bedienten sich die germanischen Stämme meist Einbäume (monoxyla) oder ähnlicher Boote.
Die Kämpfe auf der Donau fanden meist in den Sommermonaten oder im Winter statt (naumachiati). Zwar gab es für die Sicherung der Reichsgrenze an der Donau auch eine Vielzahl von Kastellen, eine wirklich effektive Überwachung der Flussgrenze war jedoch nur mit Hilfe der schnellen und wendigen Schiffen der Flotte möglich die zu diesem Zweck täglich Patrouillenfahrten unternahmen, wie es der Chronist Ammianus Marcellinus für das Jahr 376 n. Chr. überliefert:
„Während unsere Truppen anderweitig beschäftigt waren, bemerkten die Greuthungen, dass die Schiffe, die durch ihre üblichen Patrouillen ihr Übersetzen verhinderten, untätig im Hafen blieben und bewerkstelligten deshalb ihre Überfuhr auf nur notdürftig zusammengefügten Flössen.“
Aufgrund dieser Aussage kann man annehmen, dass diese täglichen Fahrten mögliche Angreifer vom Übersetzen an das römische Ufer wirksam abhielten. Dies hatte auch einen guten Grund. Ammianus berichtet im Anschluss daran von einer regelrechten Seeschlacht, die mit einer empfindlichen Niederlage der auf Einbäumen und Flößen übersetzenden Greuthungen endete.

## Schiffstypen
Für die Überwachung der Donau standen den Soldaten Patrouillenboote und Truppentransporter mit einer Rumpflänge von 15 m bis 20 m, für Riemen- und Segelbetrieb, zur Verfügung. Der Waren- und Gütertransport wurde mit Pramen bewerkstelligt, auf denen Lasten bis zu 20 Tonnen bewegt werden konnten. Diese Schiffe hatten nur geringen Tiefgang, um mit ihnen auch sehr seichte Gewässer problemlos durchqueren zu können.
Die in der Flotte hauptsächlich vertretenen Schiffstypen waren Liburnen mit einer Trireme als Flaggschiff. Unterstützt wird diese Annahme durch die Reliefs der Trajansäule. Zur Zeit der Herrschaft Trajans (98–117) soll die Flotte (zusammen mit den Einheiten der classis Moesica) ca. 125 größere und 100 kleinere Fahrzeuge umfasst haben. Auf den Nebenflüssen standen zusätzlich weitere 100 Schiffe im Dienst. Die gebräuchlichsten römischen Kriegsschifftypen, die Trieren, wurden wohl nur auf der unteren Donau verwendet. Die leichteren Liburnen entsprachen besser den Anforderungen des Flusspatrouillendienstes.
Die typische liburna war ein niedrig gebauter, leichter und schneller Zweireiher mit Rammsporn und Mast. Welche Schiffsgattungen konkret von Carnuntum stromaufwärts angesichts der schwierigeren Strömungsverhältnisse eingesetzt waren, ist noch ungeklärt. Der unregulierte Stromverlauf mit seinen zahllosen Windungen und Nebenarmen hatte damals auch ein wesentlich geringeres Gefälle, als dies heute der Fall ist. Die Verwendung der leichten Liburnen auf den Abschnitten der norischen und oberpannonischen Donau ist demnach sehr wahrscheinlich.
Im 4. Jahrhundert bestand die Flotte hauptsächlich aus naves lusoriae, navis actuaria und naves iudiciarae, die mit ihren flachen Böden ideal für mäandernde Flussläufe geeignet waren. Diese Schiffstypen erwiesen sich im Experiment als erstaunlich schnell und stabil und waren auch von ungeübten Mannschaften in relativ kurzer Zeit zu beherrschen.

## Flottenkommando, Offiziere und Mannschaften
Flottenoberbefehlshaber war für gewöhnlich ein vom Senat bestimmter Legat (legatus pro praetore) der das Kommando aber auch ganz oder nur teilweise auf einen Präfekten abgeben konnte. Während eines Feldzuges übernahm ein legatus Augusti pro praetore den Oberbefehl über Land- und Seestreitkräfte. Der praefectus classis war dem Statthalter der jeweiligen Provinz untergeordnet. Als Stabschef und Stellvertreter stand ihm ein Unterpräfekt (subpraefectus) zur Seite. Unter den Präfekten rangierte der praepositus classis, zu jeder Flotte gehören meist zwei solcher Offiziere. Er übernahm auch selbstständige Kommandos.
Die oben genannten Offiziere verfügten jeweils über ihren eigenen Stab mit deren Adjutanten. Die „Realencyclopaedie des classischen Altertums“ (Pauly-Wissowa), nennt vier Inschriften von Flottillenkommandanten und drei von trierarchen der pannonischen Flotte.
Als Flottillenchef wurde ein nauarchus princeps oder nauarchus archigybernes eingesetzt. Das entspricht in etwa dem Rang eines heutigen Konteradmirals. Im 3. Jahrhundert wurde der Rang eines Flottentribunen geschaffen (tribunus classis) der nun die Aufgaben des ersten Nauarchen übernahm. Später nannte man ihn auch tribunus liburnarum (= Tribun der Kriegsschiffe).
Die Mannschaft eines Standardflusskampfschiffes bestand aus:
- Offizieren (trierarchus),
- Ruderern (remiges) und einer Zenturie
- Marinesoldaten (manipulares/milites liburnarii).

Diese (classiari/classici) unterteilte sich wiederum in zwei Funktionsgruppen:
- das nautische – für die Schiffsführung zuständige – Personal und
- die Marineinfanterie.

Ihre Dienstzeit betrug für gewöhnlich 26 Jahre (Legionär 20 bis 25 Jahre), ab dem 3. Jahrhundert 28 Jahre, vereinzelt weiß man auch von noch längeren Dienstzeiten. Nach ihrer ehrenvollen Entlassung (honesta missio) wurden sie mit einer größeren Summe Münzgeld oder einem Stück Ackerland abgefunden und erhielten in der Regel auch das Bürgerrecht verliehen, wenn sie als peregrini (= Fremde) in die römische Armee eingetreten waren. Eine Heirat war ihnen erst nach Ausscheiden aus dem aktiven Dienst gestattet.

### Liburnari
Die in Noricum und Pannonien stationierten Legionen hatten ab der Spätantike offensichtlich eigene Flottenabteilungen. Die Bestätigung hierfür liefert die Notitia Dignitatum (ND). Darin werden unter anderem für die Spätantike Legionen und ihre Garnisonsstandorte aufgelistet, die unter dem Oberkommando eines Dux standen. Bei einigen dieser Einheiten werden zusätzlich Liburnarii genannt. Liburna bezeichnete ursprünglich nur einen kleineren Kriegsschifftypus, im Laufe der Zeit wurde daraus ein allgemeiner Sammelbegriff für römische Kriegsschiffe. Infolgedessen wurden in der Spätantike auch deren Besatzungen als Liburnarii bezeichnet. Laut der ND hatten in Noricum und Pannonien vier Legionen Liburnarii in ihren Reihen (siehe hierzu auch die Liste unten). Bis auf die legio I Noricorum, die erst gegen Ende des 3. Jahrhunderts aufgestellt wurde, handelt es sich um schon seit der frühen Kaiserzeit bestehende Legionen.
Anhand der Truppenliste für die Provinz Rätien zeigt sich, dass nicht nur Legionen Flottenabteilungen gehabt haben müssen, sondern anscheinend auch Auxiliareinheiten da 1994 beim Auxiliarkastell Oberstimm zwei römische Schiffe von einem Grabungsteam des Museums für Antike Schifffahrt in Mainz ausgraben und vollständig geborgen werden konnten. Die zwei etwa 15 Meter langen Militärschiffe stammen aus der Zeit um 100 n. Chr. Ihre Wracks waren schon 1986 in einem verlandeten Seitenarm der Donau im Manchinger Ortsteil Oberstimm entdeckt worden. Aber erst 8 Jahre später konnten sie geborgen und anschließend im Römisch-Germanischen Zentralmuseum in Mainz restauriert und konserviert werden.

## Spätantike Flottillen an der oberen und mittleren Donau
Im Zuge des Verfalls der römischen Zentralmacht verkamen auch die Provinzialflotten. Zum Schutz der reströmischen Gebiete wurden ab dem späten 4. Jahrhundert mehrere selbständige Flottillen auf Flüssen und Seen geschaffen. Zu dieser Zeit bekam der Wasserweg für die militärische Logistik eine noch größere Bedeutung, da die Landverbindungen aufgrund von Wegelagerern und zunehmenden Verfall der Straßen immer unsicherer wurden. Im 5. Jahrhundert bestand die Donauflotte aus drei kleineren, wahrscheinlich weitgehend autonomen, Verbänden. Dies waren die:
- Classis Histricae,
- Classis Arlapensis et (Co)Maginensis,
- Classis Lauriacensis.

Die ND führt zusätzlich Stützpunkte mit Marinesoldaten an, die den dort stationierten Legions- oder Limitaneieinheiten angehörten. Ob es sich bei ihnen ebenfalls um eine Art Flusspolizei handelte, ist in der Forschung noch umstritten, aber doch sehr wahrscheinlich. In diesem Zusammenhang ist noch zu erwähnen, dass im Museum Carnuntinum (Bad Deutsch Altenburg/NÖ) der Grabstein einer gewissen Augustiana Cassia Marcia aufbewahrt wird. Ihr Gatte, Marcus Antonius Basilides, war frumentarius (Zahlmeister) der X. Legion und in  dieser Funktion der classis Histricae zugeteilt. Im Bildfeld der Grabstele ist deutlich ein hochbordiges Boot zu erkennen, das die Aufschrift „Felix Itala“ trägt.
Anhand der ND ergibt sich für die Verteilung der spätantiken norischen und pannonischen Flottenverbände folgendes Bild:
| Befehlshaber                                 | Einheit                                                                                           | Kastell                                                    |
| Dux Pannoniae Primae et Norici Ripensis      | Praefectus legionis quartaedecimae geminae militum liburnariorum cohortis quintae partis superior | Carnunto (Carnuntum)                                       |
|                                              | Praefectus legionis decimae et quartaedecimae geminae geminarum militum liburnariorum             | Arrabonae                                                  |
|                                              | Praefectus classis Histricae                                                                      | Arrunto sive Vindomarae (Vindobona) (a Carnunto translata) |
|                                              | Praefectus legionis secundae Italicae militum liburnariorum                                       | Ioviaco (Ioviacum)                                         |
|                                              | Praefectus classis Lauriacensis                                                                   | Lauriacum                                                  |
|                                              | Praefectus legionis primae Noricorum militum liburnariorum cohortis quintae partis superioris     | Adiuvense                                                  |
|                                              | Praefectus classis Arlapensis und Maginensis                                                      | Arelape und Comagena                                       |
|                                              | Praefectus legionis liburnariorum primorum Noricorum                                              | Fafianae (Favianis)                                        |
| Dux Valeriae ripensis                        | Praefectus classis Histricae                                                                      | Florentiae                                                 |
| Dux Pannoniae secundae ripariensis et Saviae | Praefectus classis primae Flaviae Augustae                                                        | Sirmi (Sirmium)                                            |
|                                              | Praefectus classis secundae Flaviae                                                               | Graio (Graium)                                             |
|                                              | Praefectus classis Histricae                                                                      | Mursae (Mursa)                                             |

## Stützpunkte
| Antiker Name  | Nächstgelegener Ort              |
| Sirmium       | Sremska Mitrovica                |
| Siscia        | Sisak (an der Save)              |
| Graium        | Sremska Raca (an der Save)       |
| Servitium     | Stara Gradiška (an der Save)     |
| Mursa Maior   | Osijek                           |
| Taurunum      | Belgrad-Zemun                    |
| Singidunum    | Belgrad                          |
| Aquincum      | Budapest (navalia/Hauptquartier) |
| Acumincum     | An der Mündung der Theiß         |
| Altina        | Mohács                           |
| Brigetio      | Komorn/Komárom                   |
| Carnuntum     | Bad Deutsch Altenburg            |
| Vindobona     | Wien                             |
| Comagena      | Tulln/NÖ                         |
| Favianis      | Mautern an der Donau             |
| Arelape       | Pöchlarn                         |
| Adiuvense     | Wallsee                          |
| Lauriacum     | Enns/OÖ (Enghagen ?)             |
| Ioviacum      | Schlögen/OÖ                      |
| Batavis       | Passau                           |
| Castra Regina | Regensburg                       |